# Ястребова, Наталья Владимировна
Наталья Владимировна Ястребова (в девичестве — Томашевская; укр. Наталія Володимирівна Ястребова; род. 12 октября 1984, Саки, Крымская область) — украинская и российская легкоатлетка. Мастер спорта Украины международного класса. Действующая рекордсменка Крыма в тройном прыжке.
Воспитанница Сакской детско-юношеской спортивной школы. Представляла общество «Динамо». Тренировалась у А. В. Голубцова и Н. Н. Дмитренко.
Наталья Ястребова 8 раз становилась призёршей чемпионата Украины по лёгкой атлетике (1 золотая, 6 серебряных, 1 бронзовая медаль). Участница юношеского чемпионата Европы 2003 года в Финляндии (шестое место). Выступала на чемпионате мира по лёгкой атлетике 2009 года в Берлине. В 2011 году она заняла пятое место на Универсиаде в Китае и девятое место на чемпионате мира в Южной Корее.
В 2012 году постановлением Совета министров АР Крым Ястребовой была вручена квартира в Саках.
Супруг — легкоатлет Виктор Ястребов.

## Достижения
Чемпионат Украины по лёгкой атлетике (8 медалей):
- Золото в тройном прыжке: 2013 (лето)
- Серебро в тройном прыжке: 2005 (лето), 2009 (лето), 2010 (зима), 2011 (зима), 2013 (зима), 2014 (зима)
- Бронза в тройном прыжке: 2011 (лето)